# Golden Foot
Golden Foot jest prestiżową nagrodą koronująca karierę piłkarza, który ukończył 28 lat. Impreza organizowana jest przez World Champions Club i księstwo Monako. Wyróżniani są piłkarze, którzy swoimi umiejętnościami, zachowaniem, grą i postawą zasługują na wyróżnienie. Zwycięzca zostaje wybrany poprzez głosowanie internetowe spośród 10 nominowanych piłkarzy. Jury składa się z partnerów Golden Foot, dziennikarzy, działaczy piłkarskich i kibiców, którzy są głównym jurorem. 

## Zasady
Zgłaszanych jest 10 kandydatów, którzy wyróżniają się swoimi umiejętnościami. Warunkiem jest, że nominowany ukończył 28. rok życia. Mogą to być wszyscy piłkarze nadal grający, jak i gwiazdy, których nazwiska na stałe zapisały się w piłce nożnej. Wybór następuje poprzez głosowanie internetowe przez kibiców. Każdy z piłkarzy tylko raz może otrzymać tę nagrodę. Zwycięzca pozostawia odcisk swoich stóp na „Champions Promenade” (Promenadzie Mistrzów) na wybrzeżu Księstwa Monako. 

## Twórca Golden Foot i Champions Promenade
Nagrodę wymyślił i stworzył Antonio Caliendo międzynarodowy agent piłkarzy, prezes World Champions Club, która jest organizatorem wydarzenia.

## Historia Edycji
| Rok  | Zwycięzca                                                  | „All time” Nagrodzone legendy |
| ---- | ---------------------------------------------------------- | --- |
| 2003 | Roberto Baggio ( Włochy) · Brescia Calcio                  | Eusébio ( Portugalia) · Just Fontaine ( Francja) · Diego Maradona ( Argentyna) · Gianni Rivera ( Włochy)                                                              |
| 2004 | Pavel Nedvěd ( Czechy) · Juventus F.C.                     | Alfredo Di Stefano ( Argentyna) · Michel Platini ( Francja) · Dino Zoff ( Włochy)                                                                                     |
| 2005 | Andrij Szewczenko ( Ukraina) · A.C. Milan                  | George Best ( Irlandia Północna) · Francisco Gento ( Hiszpania) · Rivelino ( Brazylia) · Luigi Riva ( Włochy) · George Weah ( Liberia)                                |
| 2006 | Ronaldo ( Brazylia) · Real Madryt                          | Giacinto Facchetti ( Włochy) · Alcides Ghiggia ( Urugwaj) · Raymond Kopa ( Francja) · Ferenc Puskás ( Węgry) · Zico ( Brazylia)                                       |
| 2007 | Alessandro Del Piero ( Włochy) · Juventus F.C.             | Mario Kempes ( Argentyna) · Gerd Müller ( Niemcy) · Romário ( Brazylia) · Paolo Rossi ( Włochy) · Christo Stoiczkow ( Bułgaria)                                       |
| 2008 | Roberto Carlos ( Brazylia) · Fenerbahçe SK                 | Aldair ( Brazylia) · Ihor Biełanow ( Ukraina) · Luis Suárez ( Hiszpania) · Zinédine Zidane ( Francja)                                                                 |
| 2009 | Ronaldinho ( Brazylia) · A.C. Milan                        | Ołeh Błochin ( Ukraina) · Zbigniew Boniek ( Polska) · René Higuita ( Kolumbia) · Karl-Heinz Rummenigge ( Niemcy) · Nílton Santos ( Brazylia)                          |
| 2010 | Francesco Totti ( Włochy) · AS Roma                        | Giancarlo Antognoni ( Włochy) · Hugo Sánchez ( Meksyk) · Francisco Varallo ( Argentyna) · Franz Beckenbauer ( Niemcy) · Dunga ( Brazylia)                             |
| 2011 | Ryan Giggs ( Walia) · Manchester United F.C.               | Ruud Gullit ( Holandia) · Luís Figo ( Portugalia) · Abédi Pelé ( Ghana) · Rabah Madjer ( Algieria) · Javier Zanetti ( Argentyna)                                      |
| 2012 | Zlatan Ibrahimović ( Szwecja) · Paris Saint-Germain F.C.   | Franco Baresi ( Włochy) · Éric Cantona ( Francja) · Lothar Matthäus ( Niemcy) · Pelé ( Brazylia)                                                                      |
| 2013 | Didier Drogba ( Wybrzeże Kości Słoniowej) · Galatasaray SK | Osvaldo Ardiles ( Argentyna) · Jean-Pierre Papin ( Francja) · Carlos Valderrama ( Kolumbia)                                                                           |
| 2014 | Andrés Iniesta ( Hiszpania) · FC Barcelona                 | Antonín Panenka ( Czechy) · Jean-Marie Pfaff ( Belgia) · Hakan Şükür ( Turcja) · Hidetoshi Nakata ( Japonia) · Mia Hamm ( Stany Zjednoczone) · Roger Milla ( Kamerun) |
| 2015 | Samuel Eto'o ( Kamerun) · Antalyaspor                      | Gheorghe Hagi ( Rumunia) · Daniel Passarella ( Argentyna) · David Trezeguet ( Francja) · Rinat Dasajew ( Rosja)                                                       |
| 2016 | Gianluigi Buffon ( Włochy) · Juventus                      | Frank de Boer ( Holandia) · Claudio Ranieri ( Włochy) · Carles Puyol ( Hiszpania) · Deco ( Portugalia)                                                                |
| 2017 | Iker Casillas ( Hiszpania) · FC Porto                      | Roberto Mancini ( Włochy) · Michael Owen ( Anglia) · Marcel Desailly ( Francja) · Oliver Kahn ( Niemcy) · Li Ming ( Chiny)                                            |
| 2018 | Edinson Cavani ( Urugwaj) · Paris Saint-Germain            | Leonardo Araújo ( Brazylia) · Clarence Seedorf ( Holandia) · Andrea Pirlo ( Włochy) · Marcello Lippi ( Włochy) · Didier Deschamps ( Francja)                          |
| 2019 | Luka Modrić ( Chorwacja) · Real Madryt                     | Paulo Roberto Falcão ( Brazylia) · Patrick Vieira ( Francja) · José Altafini ( Brazylia)                                                                              |
| 2020 | Cristiano Ronaldo ( Portugalia) Juventus                   | |
| 2021 | Mohamed Salah ( Egipt) · Liverpool                         | Dani Alves ( Brazylia) · Paolo Maldini ( Włochy) · Günter Netzer ( Niemcy) · Kelly Smith ( Anglia)                                                                    |
| 2022 | Robert Lewandowski ( Polska) · FC Barcelona                | Emilio Butragueño ( Hiszpania) · Juan Sebastián Verón ( Argentyna) · Fatih Terim ( Turcja)                                                                            |
| 2024 | Lautaro Martínez ( Argentyna) · Inter Mediolan             | Fabio Cannavaro ( Włochy) · Gerard Piqué ( Hiszpania) · Rui Costa ( Portugalia) · Fernando Llorente ( Hiszpania) · Ruud Krol ( Holandia)                              |

## Zwyciężczyni
| Rok  | Zwyciężczyni                           |
| ---- | -------------------------------------- |
| 2022 | Kosovare Asllani ( Szwecja) · AC Milan |
| 2024 | Saki Kumagai ( Japonia) · AS Roma      |

## Golden Foot Prestige
To nagroda przyznawana od 2020 roku wyłącznie aktywnym prezydentom klubów, którzy osiągnęli wysokie i ambitne wyniki.
| Rok  | Zwycięzca                                                     |
| ---- | ------------------------------------------------------------- |
| 2020 | Andrea Agnelli ( Włochy) Juventus                             |
| 2021 | Gabriele Gravina ( Włochy) Federazione Italiana Giuoco Calcio |
| 2022 | Florentino Pérez ( Hiszpania) Real Madryt                     |